# 布里卡
布里卡（Burica）是巴拿马奇里基省的一个镇，位于布里卡半岛的巴拿马一侧。